# Dialeurolonga lagerstroemiae
Dialeurolonga lagerstroemiae là một loài côn trùng cánh nửa trong họ Aleyrodidae, phân họ Aleyrodinae.
Dialeurolonga lagerstroemiae được Jesudasan & David miêu tả khoa học đầu tiên năm 1991.